# Caravanserraglio di Selim
Il caravanserraglio di Selim è un caravanserraglio del 1332 situato nel marz (provincia) di Vayots Dzor in Armenia. Questo caravanserraglio è il meglio conservato in Armenia.

## Posizione geografica
Il caravanserraglio si trova a una trentina di chilometri a nord di Yeghegnadzor, direttamente a sud del passo di Selim (2 410 m) nei monti Vardenis, su un'antica via commerciale, l'attuale strada M10, che collegava Yeghegnadzor a Martuni, a sud del Lago Sevan, al confine degli ex cantoni di Vayots Dzor e Gegharkunik della storica provincia di Syunik. Il nome di Selim deriva da quello del fiume omonimo, a qualche chilometro più a sud.

## Storia
Secondo un'iscrizione in armeno sulle sue pareti, il caravanserraglio fu costruito nel 1332 dal principe Chesar Orbelian, durante il regno di Khan Abu Said, come testimoniano due iscrizioni sul posto, in armeno e persiano. La sua posizione isolata lo rende il caravanserraglio meglio conservato in Armenia, in seguito ai due restauri effettuati nel 1956-1958 e nel 1961.

## Costruzione
Questo edificio in basalto che unisce architettura armena e islamica ha un solo ingresso (che ne facilitava la difesa), un "portello esterno", di ispirazione musulmana, sormontato da una nicchia e decorato con stalattiti, e anche con una chimera a sinistra e con un bue a destra.
La sala principale è una navata rivolta in direzione ovest-est divisa da otto coppie di pilastri quadrati collegati da archi. Le navate laterali minori erano riservate ai viandanti e la navata centrale ai loro animali.  Sono tutte dotate di volte su archi trasversali, di cui quello centrale è traforato da tre lucernari decorati con stalattiti, che apportano luminosità e ventilazione; il tutto è coperto da un tetto spiovente a bassa pendenza.

## Galleria d'immagini

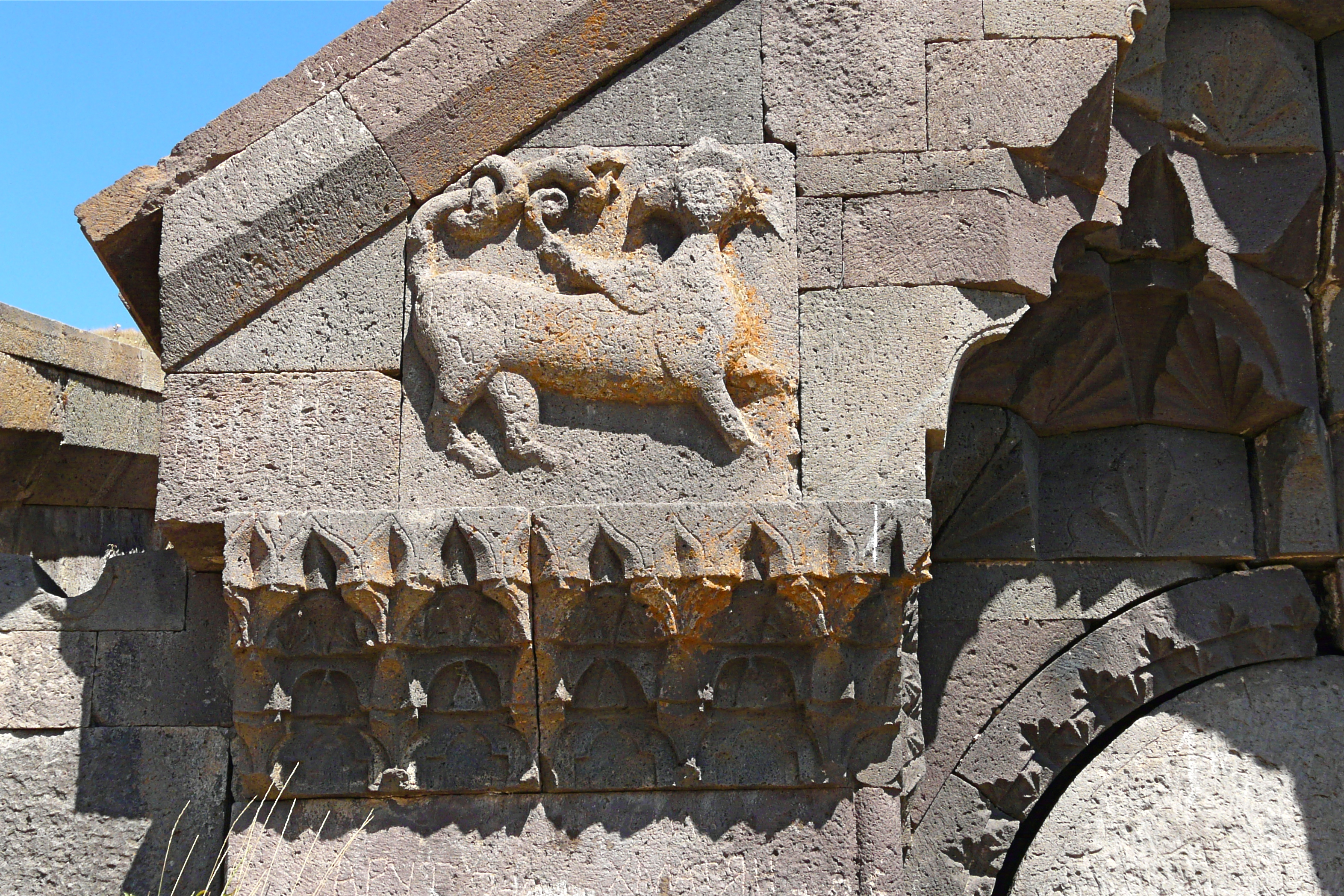
La chimera d'ingresso.
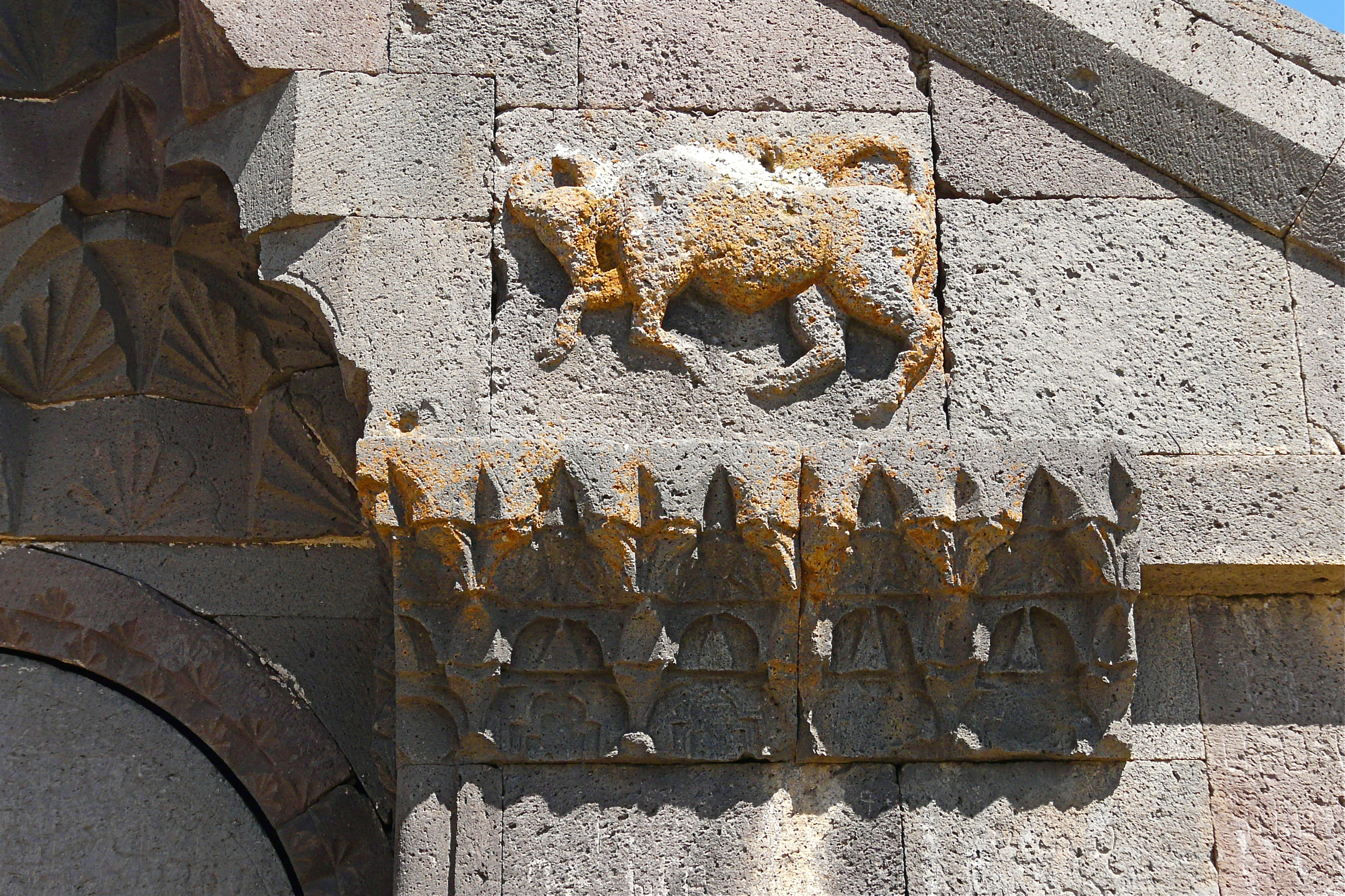
Il bue nell'entrata.
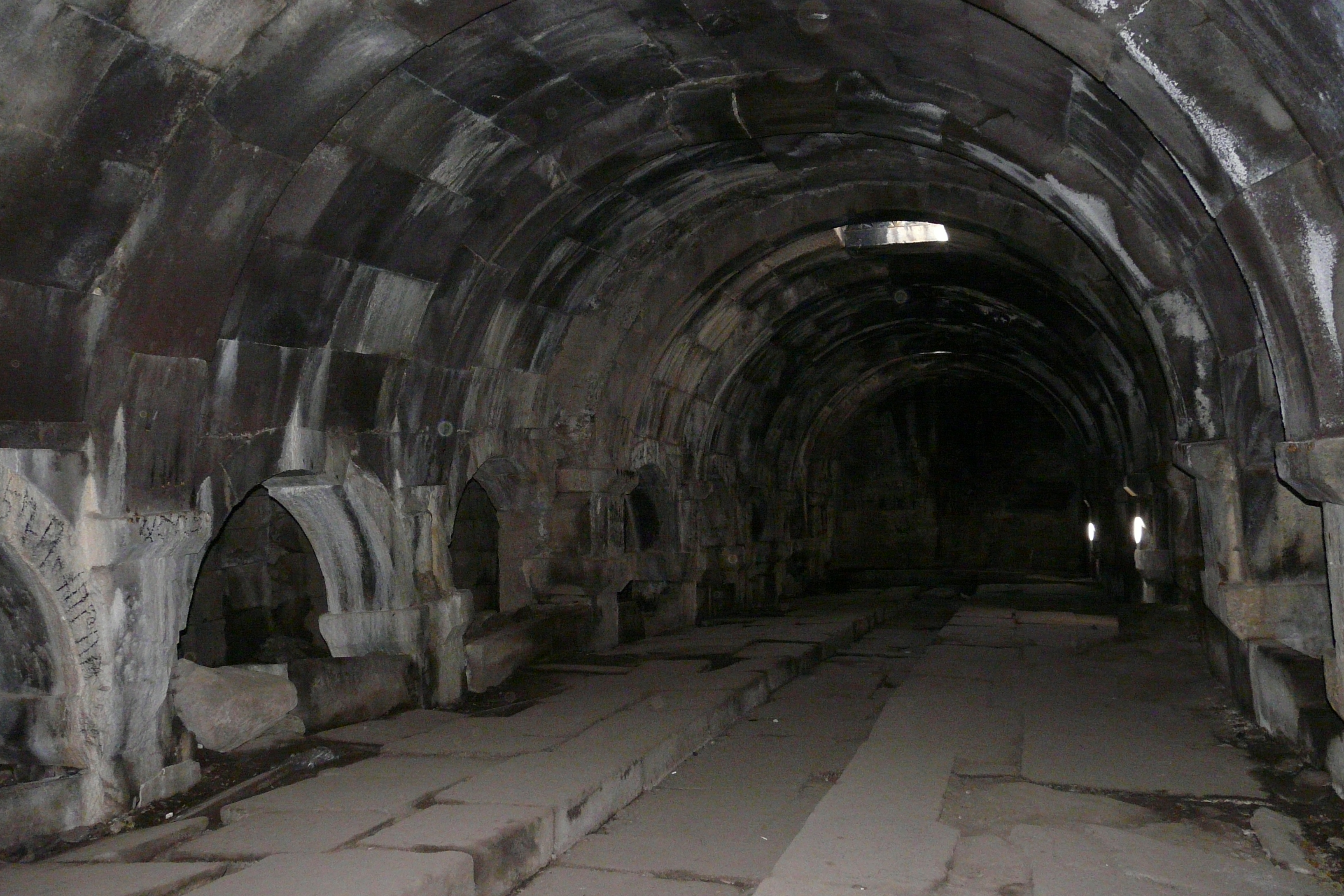
Interno del caravanserraglio.
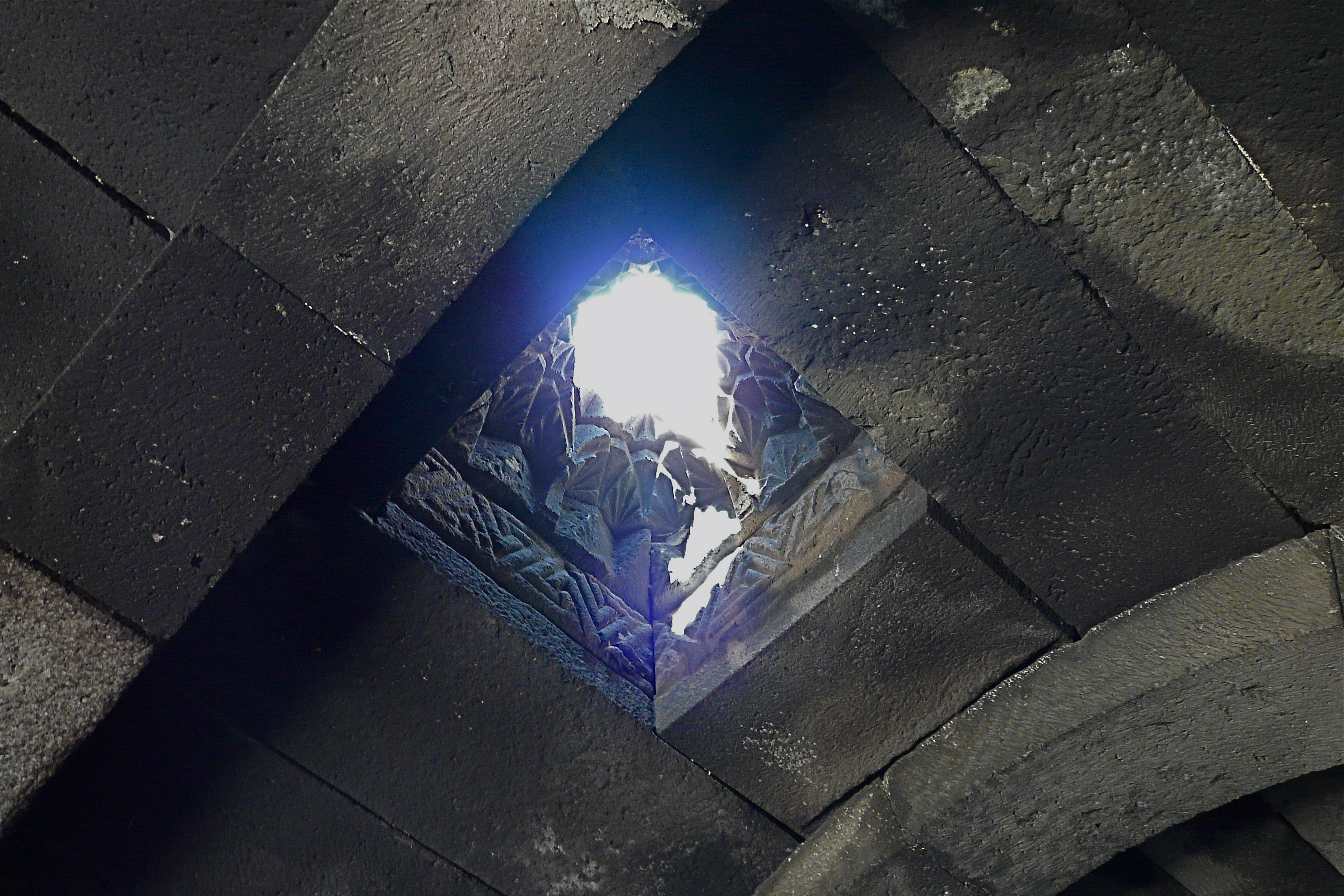
Lucernario della navata mediana.